# New public management
Il  New Public Management, conosciuto anche con la sigla NPM, è uno stile di governance (governo d'impresa) che è emerso nei primi anni ottanta del XX secolo nei lavori di alcuni studiosi statunitensi.
La public governance, in effetti, è la gestione di settori pubblici complessi e non direttamente limitabili alle dinamiche di mercato, in quanto i portatori di interessi (gli stakeholders) sono di natura plurima e comprendono istituzioni, associazioni senza scopo di lucro, cittadini privati, imprese e altri enti pubblici in rete: dato questo convergere di interessi disomogenei per natura e finalità in un equilibrio dinamico molti studiosi preferiscono parlare di "collaborative public management".

## Caratteristiche
Il New Public Management  (Nuova Amministrazione Pubblica) è, quindi, definibile come uno stile (o meglio un nuovo paradigma) di gestione del settore pubblico che, sull'esempio delle pubbliche amministrazioni anglosassoni soprattutto, vuole integrare il diritto amministrativo e le pratiche gestionali tradizionali di un ente pubblico con una metodologia più orientata al risultato (l'interesse pubblico), mutuata dal settore privato e mirata ad un maggior coinvolgimento nella gestione della cosa pubblica, per consentire:
- una maggiore elasticità ed economicità nelle prestazioni richieste,
- una riorganizzazione delle burocrazie e dei relativi bilanci in modo più efficiente;
- un ruolo che prediliga le funzioni di coordinamento e controllo, alleggerendo le funzioni di diretta erogazione delle prestazioni di servizi alla cittadinanza, che se compiute tramite gli iter previsti dal diritto amministrativo sono spesso più costose a parità di efficacia.
- una separazione tra indirizzo e controllo, di competenza dell'organo politico, e gestione, prerogativa del management[3];
- un'organizzazione per processi e per obiettivi;
- una misurazione delle performance e il controllo sui risultati, anche tramite balanced scorecard.
- una semplificazione delle procedure per agevolare l'accesso ai servizi;
- il ricorso all'innovazione tecnologica;
- una attenzione sempre maggiore alla qualità[4].

Il cambiamento postulato dal NPM dovrebbe investire così tutto il sistema, compreso il rapporto tra politica e pubbliche amministrazioni, costituendo  in sostanza un abbandono del dirigismo centralista delle organizzazioni pubbliche (Kickert 1997).
 Secondo Olsen e Peters (1996) non vi è un modello uniforme di NPM, poiché ogni Stato lo declina in modo diverso, fermo restando il nucleo minimo costituito dalla introduzione nel settore pubblico dei meccanismi del mercato e della competizione tramite il ricorso alla contrattualizzazione e alla managerializzazione (Governance without government).
 
Per esempio nell'Unione Europea il NPM troverebbe un ancoraggio nel  principio di sussidiarietà (Schout e Jordan 2005).

## Critiche
A partire dal 2000, tuttavia, la scuola di pensiero della Public Value Theory, in parte riallacciandosi a Giddens, ha criticato il NPM, anche a fronte delle sfide imposte dalla informatizzazione e dalla globalizzazione. 

In sostanza la Public Value Theory (Teoria del Valore Pubblico) ritiene che, nei beni pubblici, al valore economico vada affiancato "l'ulteriore valore costituito dal capitale sociale, dalla coesione sociale, dalle relazioni sociali create, nonché il significato sociale e l'identità culturale, il benessere individuale e quello delle comunità; inoltre sarebbe da considerare anche il valore politico (cioè il valore aggiunto per la sfera pubblica, ottenuto stimolando e sostenendo
il dialogo democratico e la partecipazione attiva dei cittadini) ed il valore ecologico, in termini di promozione dello sviluppo sostenibile". Pertanto in una realtà in continuo cambiamento alla centralità del mercato, postulata dal NPM, e al dirigismo centralista del traditional public management  si dovrebbe sostituire una governance attuata tramite reti (Networks), collaborazioni (Partnerships) e leader civici (Civic leaders).  